# Dioscorea smilacifolia
Dioscorea smilacifolia là một loài thực vật có hoa trong họ Dioscoreaceae. Loài này được De Wild. & T.Durand mô tả khoa học đầu tiên năm 1899.